# 张耀祠
张耀祠（1916年2月5日—2010年10月30日），江西省雩都县葛坳乡新安子村（今于都县葛坳乡石灶村新安子）人，中国人民解放军少将，中央警卫团（8341部队）首任团长。

## 生平
1916年2月5日，张耀祠出生在江西省雩都县葛坳乡新安子村的一个贫农家庭。3岁时父亲去世，10岁时大哥去世，母亲将张耀祠抚养长大。1929年，毛泽东、朱德领导的中国工农红军攻占了张耀祠的家乡，成立了胜利县政府、曲洋区政府、石灶乡政府，将农民组织并武装起来，打土豪、分田地。1931年10月，张耀祠加入中国共产主义青年团。此后历任儿童团长、少先队大队长、乡共青团支部书记。
1933年5月，中共中央提出扩红目标，要求扩大铁的红军100万人、粉碎國府軍对中央苏区的第五次围剿，号召中国共产主义青年团团员及青年参加中国工农红军。在张耀祠的带领下，石灶乡有40余人参加了中国工农红军的少共国际师，张耀祠任班长。1933年7月，张耀祠所在连队调到瑞金县沙洲坝担任中华苏维埃共和国临时中央政府警卫连，负责保卫临时中央政府主席毛泽东及临时中央政府机关，张耀祠任警卫员。张耀祠首次当兵站岗，便是为毛泽东站岗。此后，张耀祠一生几乎一直在保卫中共中央和毛泽东的岗位上工作。1935年10月，张耀祠由中国共产主义青年团转入中国共产党。
1934年4月，中央决定从中华苏维埃共和国临时中央政府警卫连抽调部分人员到红八军团，张耀祠被分配到红八军团保卫局侦查科任科员。1934年5月，红八军团由瑞金出发，经江西省于都县，来到兴国县崇贤前线，同蒋介石的军队进行了数月激战。1934年10月上旬，红八军团撤离前线，向于都县开进。农历九月九日重阳节这天下午，红八军团等部渡过于都河。自此，中央红军开始二万五千里长征。
红八军团在突破第四道封锁线湘江的湘江战役中损失惨重，几乎打光。中央红军打到贵州省，占领了黎平县之后，进行了整编，红八军团残部被分散到其他军团，红八军团保卫局的人员一部分调到国家保卫局，张耀祠被分配在国家保卫局侦查科任科员。中央红军占领遵义城之后，1935年1月9日中央领导入城时，张耀祠参加了保卫中央领导入城的仪式，参与了毛泽东在老城府衙门广场向群众发表演讲时的安全保卫工作。1月15日至17日，张耀祠又执行了三天遵义会议安全保卫任务。
抗日战争时期，张耀祠历任八路军西安办事处副官、招待所主任，延安中央教导大队第三中队队长、组织干事，延安中央警备团政治处保卫干事、参谋、组织股副股长，供给处副主任、营政治教导员。第二次国共内战时期，张耀祠任中央警备团政治处主任、副政委、政委，中央纵队第二师副政委。
中华人民共和国成立后，张耀祠任中央公安警卫师副政委。1953年5月，张耀祠调往中南海，任中共中央办公厅中南海警卫局（公安部九局）副局长兼中央警卫团（8341部队）团长。1953年6月9日，在中南海的中央警卫团团部会议室召开了排以上干部会议，团长张耀祠在会上正式宣布中央警卫团成立。1964年4月，中共中央办公厅警卫局（公安部八局）和中共中央办公厅中南海警卫局（公安部九局）合并为新的中共中央办公厅警卫局（公安部九局），张耀祠任副局长。1969年，中共中央办公厅警卫局（公安部九局）和中央警卫团合并成立中共中央办公厅警卫处，列入中国人民解放军总参谋部建制，升格为军级；张耀祠升任中共中央办公厅副主任兼中共中央办公厅警卫处副处长。1976年10月粉碎“四人帮”时，张耀祠奉中共中央之命拘捕了“四人帮”首脑江青，直接参与了粉碎“四人帮”的斗争。1977年，中共中央办公厅警卫处改称中共中央办公厅警卫局（公安部九局、中国人民解放军总参谋部警卫局），中共中央办公厅副主任张耀祠兼任中共中央办公厅警卫局副局长。1979年4月，张耀祠调任成都军区副参谋长。1983年离休。
张耀祠是第四届全国人民代表大会代表，中国共产党第九次、第十次、第十一次全国代表大会代表，中国共产党第十一届中央候补委员。1955年，张耀祠被授予大校军衔，1964年晋升少将军衔。张耀祠获三级八一勋章、三级独立自由勋章、二级解放勋章、一级红星功勋荣誉章。
2010年10月30日，张耀祠因心脏病突发在南昌逝世，享年95岁。2010年11月4日，张耀祠的追悼会在中国人民解放军第三〇五医院举行。

## 著作
- 张耀祠、崔永琳，张耀祠回忆毛泽东，中共中央党校出版社，1996年
- 张耀祠，张耀祠回忆录——在毛主席身边的日子，中共党史出版社，2008年[1]